# Catocala conversa
Catocala conversa és una espècie de papallona nocturna de la subfamília Erebinae i la família Erebidae.

## Distribució
Es troba a la zona mediterrània i parts de la zona submediterrània (sud d'Europa, nord d'Àfrica i Àsia Menor).

## Descripció
Fa 50-54 mm d'envergadura alar. Hi ha una generació per any. Els adults volen de juny a agost.

## Plantes nutrícies
Les larves s'alimenten d'espècies de Quercus.

## Galeria

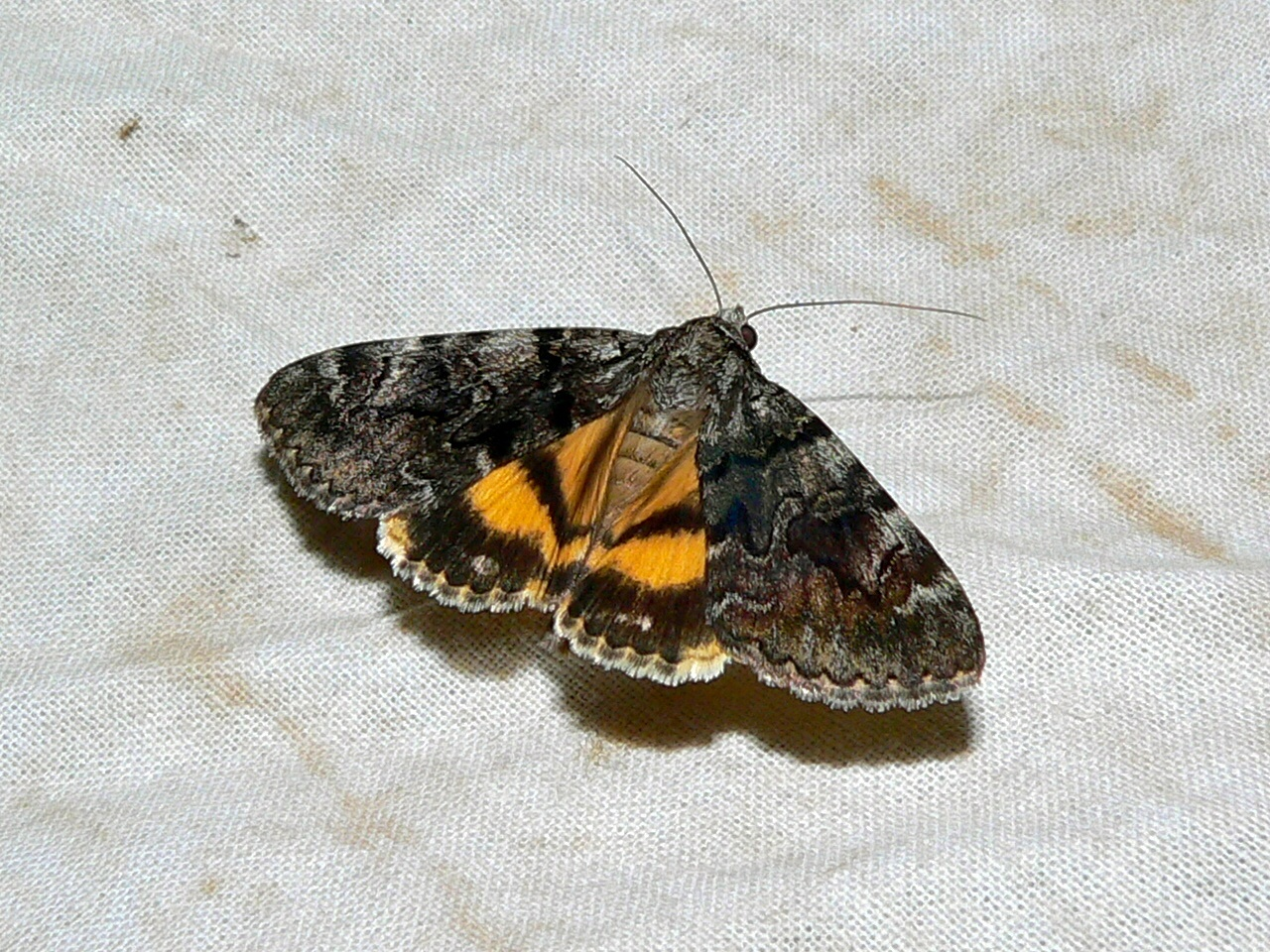
Catocala conversa
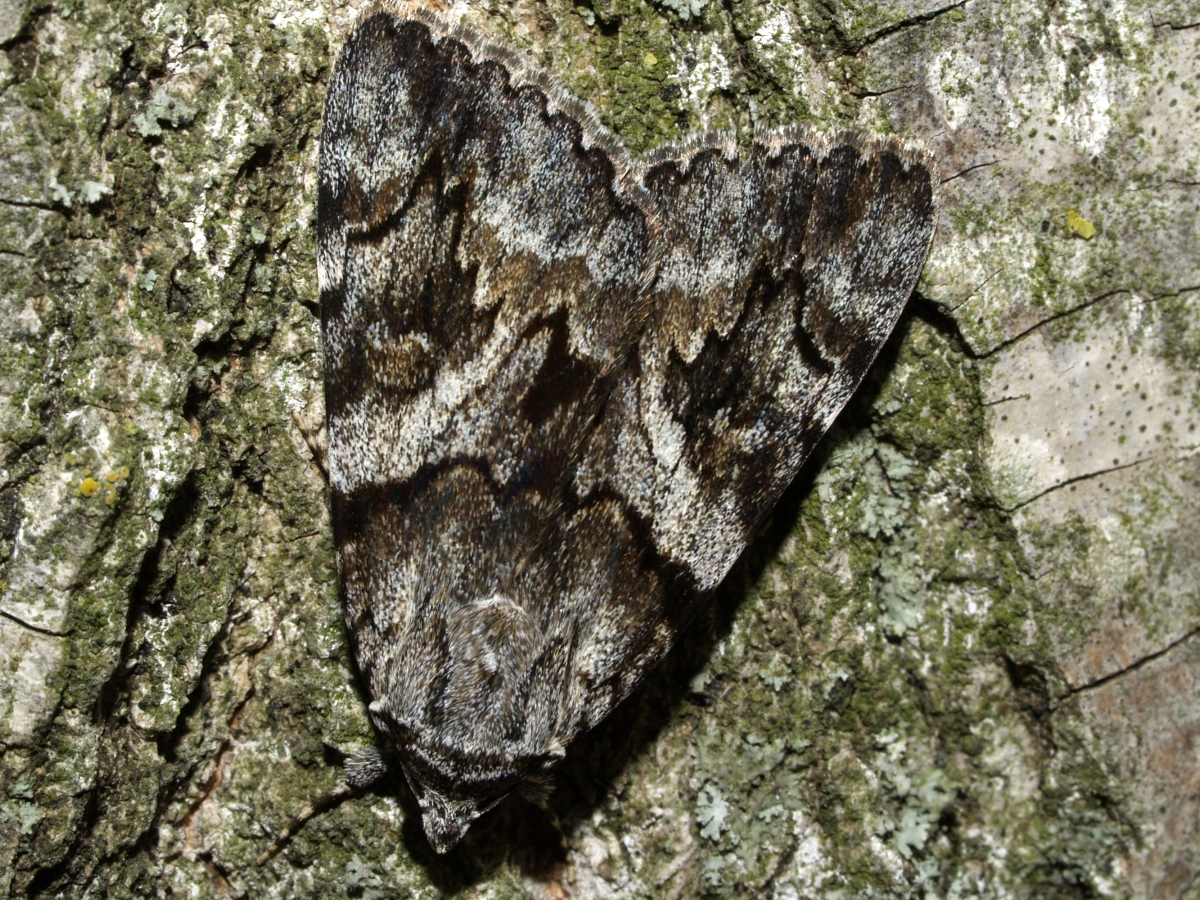
Catocala conversa
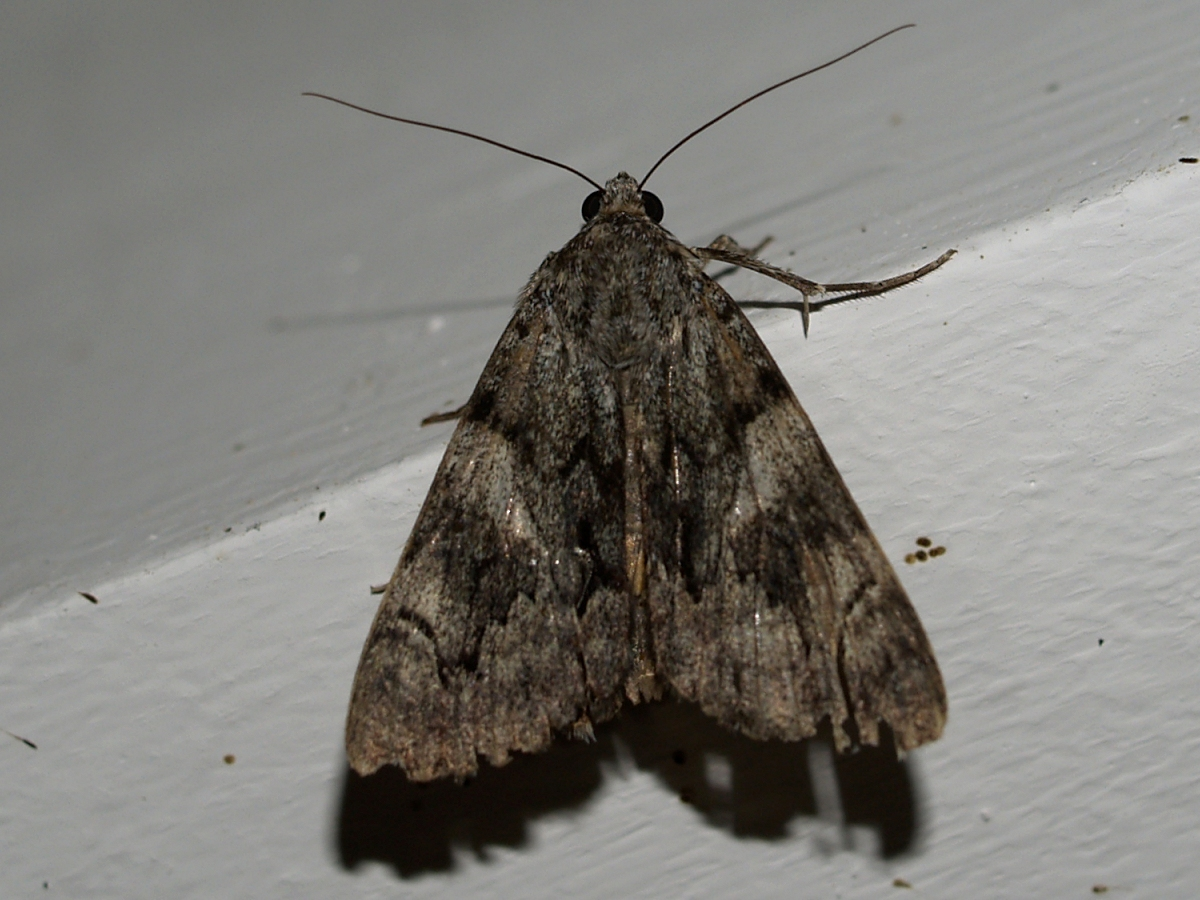
Catocala conversa